# Mate Trojanović
Mate Trojanović   (Metković, 20 de maig de 1930 - Maribor, 27 de març de 2015) fou un remer croat que va competir sota bandera iugoslava durant les dècades de 1940 i 1950.
El 1952 va prendre part en els Jocs Olímpics d'Estiu de Hèlsinki, on guanyà la medalla d'or en la prova del quatre sense timoner del programa de rem. Formà equip amb Duje Bonačić, Velimir Valenta i Petar Šegvić. Després de completar els seus estudis veterinària a Split, es va traslladar a Maribor, on va treballar com a inspector veterinari a la duana federal iugoslava.